# 류문비갑
《류문비갑》(중국어 간체자: 龙门飞甲, 정체자: 龍門飛甲, 병음: Lóng mén fēi jiǎ 룽먼페이자[*], Flying Swords of Dragon Gate 플라잉 소즈 오프 드래곤 게이트[*])은 중국의 텔레비전 드라마.